# Timex Interface RS-232
Timex Interface RS-232 je sériový interface pro počítače Timex Computer 2048 a Timex Computer 2068. Interface byl vyráběn Portugalskou pobočkou společnosti Timex Sinclair. Jedná se o interface poskytující sériový port RS-232. Sériový přenos má následující parametry: 1200 baudů, žádná parita, 1 stop bit. S interfacem byl dodáván ovládací program, který umožňuje tisknout přes linku 7 (z Basicu pomocí příkazů PRINT #7, LIST #7). Pokud uživatel nemá disketový systém Timex FDD nebo FDD3000, může použít tento interface k připojení tiskárny Timex Computer 2080.
Interface může být využit i u počítačů ZX81 a Timex Sinclair 1000.